# Artur Mandler

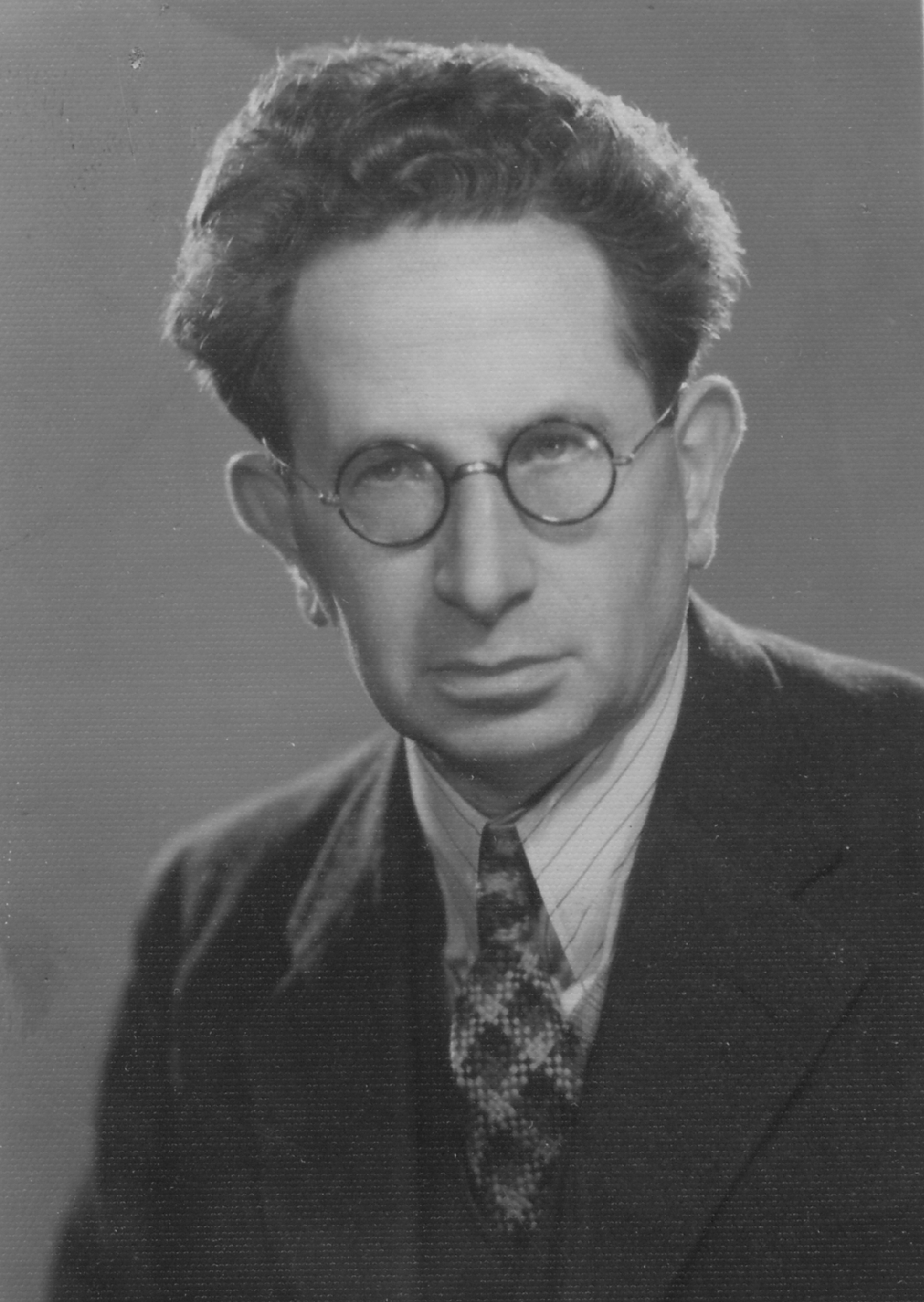
Artur Mandler

Artur Mandler (* 5. Januar 1891 in Humpolec; † 20. Oktober 1971 in Prag) war ein tschechischer Schachkomponist.

## Leben
Mandler publizierte seit 1908 etwa 1000 Schachaufgaben und Studien. Darüber hinaus war er als Schachjournalist vielseitig tätig. 1955 bis 1956 redigierte er die Rubrik für Schachkompositionen in der Fachzeitschrift Československý šach. 1956 wurde er zum Internationalen Preisrichter für Schachkomposition ernannt. Bis 1965 war er als Redakteur in der internationalen Schachzeitschrift FIDE Revue tätig.
Seit 1966 war er Internationaler Meister der FIDE für Schachkompositionen. 1968 wurde er Verdienter Meister des Sports der Tschechoslowakei.
Der Titel Großmeister für Schachkomposition wurde ihm 2012 posthum verliehen.
Mandler leistete einige Beiträge zur Endspieltheorie. Nachfolgendes Qualitätsendspiel Turm gegen Springer gehörte zu den von ihm intensiv untersuchten Gebieten.
|   | a | b | c | d | e | f | g | h |   |
| 8 |   |   |   |   |   |   |   |   | 8 |
| 7 |   |   |   |   |   |   |   |   | 7 |
| 6 |   |   |   |   |   |   |   |   | 6 |
| 5 |   |   |   |   |   |   |   |   | 5 |
| 4 |   |   |   |   |   |   |   |   | 4 |
| 3 |   |   |   |   |   |   |   |   | 3 |
| 2 |   |   |   |   |   |   |   |   | 2 |
| 1 |   |   |   |   |   |   |   |   | 1 |
|   | a | b | c | d | e | f | g | h |   |

Lösung:

1. Ta2+? Sa5 endet remis. Zum Ziel führt nur

1. Tg6+ Ka7

2. Kc6 Sd8+ 2. … Ka6 3. Tf(h)6 Sa5+ 4. Kc5+ Ka7 5. Kb5 verliert auch.

3. Kd6 Sb7+

4. Kd5 Sa5

5. Kc5 Sb7+

6. Kb5 Kb8

7. Kc6 Sd8+ Der Springer kann seinen König nicht wirksam unterstützen. Weiter kann folgen

8. Kd7 Sb7
9. Tg5 Ka7
10. Kc8 Sd6+
11. Kc7 Se8+
12. Kc6 Sf6
13. Tg7+ Kb8
14. Tg6 Sh5
15. Tg8+ Ka7
16. Tf8 Sg3
17. Tf7+ Kb8
18. Tb7+ Ka8
19. Kc7 Se4
20. Tb1 nebst matt

## Werke
- Réti, Richard: Das Werk Richard Rétis im Schach. Mähr.-Ostrau, Kittl., Band 2. Sämtliche Studien bearb. und hrsg. von Arthur Mandler, 1931, 86 Seiten.